# Liste des interstates au Maine
Les Interstates au Maine font partie du réseau des autoroutes inter-États et sont entretenues par le Maine Department of Transportation (MaineDOT). L'État compte une autoroute principale et quatre autoroutes auxiliaires. 

## Autoroutes principales
| Numéro | Longueur (mi) | Longueur (km) | Terminus sud / ouest                           | Terminus nord / est                          | Créée | Notes |
| ------ | ------------- | ------------- | ---------------------------------------------- | -------------------------------------------- | ----- | ----- |
| I-95   | 303,20        | 488,00        | I-95 à la frontière du New Hampshire à Kittery | Route 95 à la frontière canadienne à Houlton | 1956  |       |
|        |               |               |                                                |                                              |       |       |

## Autoroutes auxiliaires
| Numéro | Longueur (mi) | Longueur (km) | Terminus sud / ouest  | Terminus nord / est      | Créée | Notes         |
| ------ | ------------- | ------------- | --------------------- | ------------------------ | ----- | ------------- |
| I-195  | 1,55          | 2,49          | I-95 à Saco           | SR 5 à Old Orchard Beach | 1982  |               |
| I-295  | 53,61         | 86,28         | I-95 à South Portland | I-95 à Gardiner          | 1956  |               |
| I-395  | 5,00          | 8,05          | I-95 / SR 15 à Bangor | US 1A à Brewer           | 1959  |               |
| I-495  | 4,41          | 7,10          | I-95 à Portland       | US 1 à Falmouth          | 2004  | Falmouth Spur |
|        |               |               |                       |                          |       |               |